# Pyrgus bellieri
La ajedrezada viril (Pyrgus bellieri) es una especie de lepidóptero de la familia Hesperiidae. Las larvas se alimentan de plantas del género Potentilla.